# プロペラヘッズ
プロペラヘッズ（Propellerheads）は、イギリスのビッグ・ビート・ユニット。

## 概要
メンバーはウィル・ホワイト（Will White）とアレックス・ギフォード（Alex Gifford）の2名。バンド名の由来は、海外のオタクの間のスラングである「Propellerhead」であるとメンバーは語っている。
1996年にイギリスのレコードレーベル、ウォール・オブ・サウンドからデビューEPをリリース。1998年にリリースしたアルバム『デッキスアンドラムスアンドロックアンドロール』が世界各地のシーンでヒットした。同アルバムは『女王陛下の007』テーマ曲をリメイクした「On Her Majesty's Secret Service」、『マトリックス』で使用され世界中で著名になった「Spybreak!」、iPodの広告キャンペーン曲として用いられた「Take California」を収録している。
シングル「ヒストリー・リピーティング」においては『007 ゴールドフィンガー』、『007 ダイヤモンドは永遠に』、『007 ムーンレイカー』などボンド映画の主題歌で知られるシャーリー・バッシーをボーカルとして迎え、プロペラヘッズとしては珍しい声楽曲となった。この曲は映画『メリーに首ったけ』やイギリスのトーク番組『So Graham Norton』で使用された。『007 トゥモロー・ネバー・ダイ』においてはデヴィッド・アーノルドとのスコア「Backseat Driver」（BMWでのチェイスシーン）が映画のサントラ盤に収録されている。

## ディスコグラフィ

### スタジオ・アルバム
- 『デッキスアンドラムスアンドロックアンドロール』 - Decksandrumsandrockandroll (1998年)

### EP
- Dive (1996年)
- Propellerheads (1997年)
- 『CRASH!〜EXTENDED PLAY E.P.』 - Extended Play (1998年)

### シングル
- "Take California" (1997年)
- "Spybreak!" (1997年)
- 「ヒストリー・リピーティング」 - "History Repeating" (1997年) ※with シャーリー・バッシー
- "On Her Majesty's Secret Service" (1997年)
- "Bang On!" (1998年)
- "Crash!" (1998年)
- "Velvet Pants" (1998年)
- "Take California And Party" (1999年)